# Милорад Добрић
Милорад Добрић (Београд, 18. август 1924 — Београд, 10. јун 1991) био је српски карикатуриста, стрипар и уредник. Најпознатији стрипови: „Пера Пешак“, „Курир Фића“, „Љуба Труба“, „Инспектор Жућа“ и „Славуј Глиша“.

## Каријера
Студирао је на Архитектонском факултету у Београду, али није довршио студије. Обновитељ је стрипа у Србији након Другог светског рата. Забрањен му је младалачки стрип „Три угурсуза за време окупација“ (1945-1946), након жестоког напада Јована Поповића у партијском листу Борба са текстом
„Црноберзијанска ерзац-роба на књижевном тржишту“ (5. јануар 1946).
Добрић се у листу Јеж се запослио 1950, претежно радећи као карикатуриста. Ипак доста је радио и стрипове: свеска „Велики турнир“ (1951), „Мали Рашко - шахиста несташко“ и култни „Пера пешак“ (од 1952) који је деценијама излазио, већином у Политици експрес. Изузетно су популарни били и серијали Љуба Труба (почев од 1954), као и „Курир Фића“ (Борба, 1954-1968), познат и као „Војник Фића“ у војном листу Фронт.
Био је уредник стрипског часописа Мали Јеж од 1961. до 1967. У њему је објављивао серијале „Славуј Глиша“ и „Инспектор Жућа“. У Јеж се вратио 1968, а од 1978. је био карикатуриста у Политици експрес. Такође је објављивао Ју стрипу, Пионирима, Кекецу, Техничким новинама, Младости, Звездиној ревији, Партизановом веснику, ТВ-ревији, Спорту...

## Награде и признања
- Награда „Пјер“ за најбољу карикатуру 1979. године.
- Годишња награда „Светозар Марковић“ Удружења новинара Србије